# ديتشيما نورمان
كلارا ديتشيما هاميلتون (9 سبتمبر 1909 - 29 أغسطس 1983) رياضية أسترالية في ألعاب القوى، واللاعبة الأسترالية الوحيدة التي فازت بخمس ميداليات ذهبية في دورة ألعاب الإمبراطورية البريطانية 1938.

## نشأتها
ولدت نورمان في 9 سبتمبر 1909 في تامين، غرب أستراليا. توفي والداها عندما كانت صغيرة، وتبناها شقيقها وزوجته، اللذان عاشا في بيرث. شاركت في العديد من الألعاب الرياضية في المدرسة، وتم تسميتها بطلة رياضية في كلية بيرث عام 1923. أدى نقص المنافسة المنظمة والتدريب للرياضيات في عشرينيات القرن العشرين إلى تحولها إلى لعبة الهوكي، على الرغم من أنها استمرت في تدريب في ألعاب القوى حتى عام 1932، عندما اكتشفها الرياضي المحترف السابق فرانك بريستون، الذي رأى إمكاناتها وعرض تدريبها.

## مسيرتها الرياضية
دفع تحسن أداء نورمان  والانتصار في ألقاب ولاية غرب أستراليا، بريستون إلى التفكير في تمثيلها في دورة الألعاب الإمبراطورية عام 1934 التي أقيمت في لندن. ومع ذلك، للتنافس في الألعاب، كان عليها أن تكون عضوًا في رابطة ألعاب القوى للهواة النسائية في أستراليا، وبالتالي نادي ألعاب القوى للسيدات في غرب أستراليا، ولم يكن أي منهما موجودًا. تمكنت نورمان في النهاية من إنشاء مثل هذا النادي والانضمام إلى رابطة ألعاب القوى النسائية في غرب أستراليا، ولكن بعد فوات الأوان بالنسبة لها للتأهل لدورة الألعاب الإمبراطورية لعام 1934 أو حتى دورة الألعاب الأولمبية الصيفية 1936 في برلين. أتت جهود نورمان وبريستون بثمارها، حيث تشكلت العديد من أندية ألعاب القوى النسائية في غرب أستراليا، مما أدى إلى إرسال الولاية لفريق نسائي لأول مرة إلى بطولة ألعاب القوى الوطنية عام 1937 في ملبورن. أهلها أداءها في ملبورن للمنافسة في دورة الألعاب الإمبراطورية البريطانية لعام 1938، التي أقيمت في سيدني.
كانت نورمان أول أسترالية تفوز بالميدالية الذهبية في سيدني، بزمن 11.1 ثانية في سباق 100 ياردة. ثم تبع ذلك فوزها في المرحلة النهائية من سباق التتابع المتنوع 440 ياردة، والقفز الطويل وحطمت الرقم القياسي للإمبراطورية، وسباق 220 ياردة، والتتابع 660 ياردة. وقد أثبتت نفسها باعتبارها الرياضية الأولى في هذا الحدث، وأول "فتاة ذهبية" في ألعاب القوى في أستراليا. ولم يتم معادلة رقمها القياسي بخمس ميداليات ذهبية في لعبة واحدة حتى عام 1990، عندما حصلت السباحة هايلي لويس على خمس ميداليات ذهبية في أوكلاند، ولم تُهزم حتى فازت سوزي أونيل بست ميداليات ذهبية في كوالالمبور عام 1998. بقيت نورمان في سيدني، لبدء التدريب للألعاب الأولمبية التالية، ومع ذلك فقد تضاءلت طموحاتها الرياضية الأخرى، عندما تم إلغاء أولمبياد عام 1940 بسبب الحرب العالمية الثانية. آخر مشاركة لها (لنيو ساوث ويلز) كانت في بطولة 1940 الوطنية في بيرث.
بعد تقاعدها تزوجت من لاعب اتحاد الرجبي النيوزيلندي إريك هاميلتون. حصلت على وسام الإمبراطورية البريطانية (MBE) في حفل تكريمات رأس السنة الجديدة لعام 1983، وكانت وصية على عصا ألعاب الكومنولث في نفس العام، حيث حملت عصا الملكة من لندن إلى ألعاب الكومنولث لعام 1982 في بريسبان. 

## الوفاة
توفيت بالسرطان في ألباني، غرب أستراليا في 29 أغسطس 1983. 